# Сафоева, Севара Севдиёр кизи
Севара Севдиёр кизи Сафоева (узб. Sevara Sevdiyor qizi Safoeva; 19 ноября 2002 года, Навои, Навоийская область, Узбекистан) — узбекская спортсменка по художественной гимнастике, член сборной Узбекистана. В 2021 году стала чемпионкой Азии по художественной гимнастике в групповых упражнениях в дисциплинах многоборье, с мячами, с обручами и булавами. Участница Летних Олимпийских игр 2020.

## Карьера
В 2010 году начала заниматься художественной гимнастикой в городе Навои под руководством Ирины Кудряшевой.
В 2018 году принимала участие в составе сборной Узбекистана на Чемпионате мира по художественной гимнастике в Софии (Болгария), но команда выступила неудачно и заняла лишь семнадцатое место.
В 2019 году также принимала участие в составе сборной Узбекистана на Чемпионате мира по художественной гимнастике в Баку (Азербайджан), но снова команда выступила неудачно и в многоборье заняла лишь четырнадцатое место, с мячом — шестнадцатое место, с обручем и булавой тринадцатое. В этом же году на этапе Кубка мира по художественной гимнастике в Ташкенте в групповых упражнениях в составе сборной завоевала в многоборье серебряную медаль. На Чемпионате Азии по художественной гимнастике в Паттайи (Таиланд) завоевала две золотые медали в упражнении с мячами и обручи с булавами и серебряную медаль в многоборье.
В 2021 году на Чемпионате Азии по художественной гимнастике в Ташкенте в групповых упражнениях завоевала в составе сборной три золотые медали в многоборье (результат 83,950), с мячами (результат 44,100), с обручем и булавой (результат 41,700). Победа на Чемпионате Азии по художественной гимнастике сборной Узбекистана под руководством российского тренера Екатерины Пирожковой дала возможность участвовать сборной Узбекистана на Летних Олимпийских играх в Токио (Япония). В этом же году на этапе Кубка мира по художественной гимнастике в Ташкенте в групповых упражнения завоевала в составе сборной в многоборье и с мячами золотые медали, а с обручами и булавами серебряную медаль. Таким образом впервые в истории на этапе Кубка мира сборная Узбекистана стала первой в групповых упражнениях в многоборье.